# بستنی با نان حصیری
بستنی با نان حصیری که بستنی حصیری یا بستنی نانی هم گفته می‌شود یک روش سِرو بستنی است که به شکل سنتی در ایران بستنی زعفرانی را بین دو قطعه نان مخصوص یا ویفر می‌گذارند. شکل‌های دیگر این گونه خوردنی در جهان، ساندویچ بستنی نام دارد که بستنی را بین دو قطعه نان، شیرینی، بیسکوییت یا کیک می‌گذارند.